# هری ون هوف
هری ون هوف (به انگلیسی: Harry van Hoof؛ زادهٔ ۱۶ مارس ۱۹۴۳ – درگذشتهٔ ۱ ژوئن ۲۰۲۴) رهبر ارکستر، آهنگساز و تنظیم‌کنندهٔ موسیقی اهل هلند بود.